# Quảng Nam
Quang Nam (på vietnamesiska Quảng Nam) är en provins i centrala Vietnam. Ytan är 10 408 km² och invånarantalet är 1 454 000 (2004). Provinsen består av stadsdistrikten Tam Ky (huvudstaden) och Hoi An samt fjorton landsbygdsdistrikt: Bac Tra My, Dai Loc, Dien Ban, Dong Giang, Duy Xuyen, Hiep Duc, Nam Giang, Nam Tra My, Nui Thanh, Phuoc Son, Que Son, Tay Giang, Thang Binh och Tien Phuoc. 